# Паршута, Юлия Васильевна
Ю́лия Васи́льевна Паршута (род. 23 апреля 1988, Сочи, Краснодарский край) — российская актриса кино и телевидения, певица, автор песен, композитор и телеведущая. В прошлом — участница телевизионного проекта «Фабрика звёзд-7» и солистка поп-группы «Инь-Ян».

## Биография

### Детство и юность
Родилась 23 апреля 1988 года в Сочи. В 2010 году окончила филологический факультет РУДН (сочинский филиал).
В 2006 году завоевала главный приз на конкурсе «Хрустальная корона Москвы». Одновременно с учёбой играла в КВН в составе женской сборной РУДН «Кроме шуток» и работала на телевидении Сочи, где вела рубрики «Погода+Телеконкурс» и «Прогноз погоды».

### Участие в телепроектах
В 2007 году в Сочи победила в отборочном туре всероссийского проекта «Стань виджеем MTV». Летом того же года отправилась в Москву на кастинг проекта «Фабрика звёзд-7» на Первом канале. Перед Юлией встал выбор: продолжить участие в проекте MTV или стать участницей сезона «Фабрика звёзд-7». Она выбрала «Фабрика звёзд-7», где в составе группы «Инь-Ян» заняла третье место.
В 2010—2013 годах участвовала в молодёжном скетч-шоу «Даёшь молодёжь!» на канале СТС. В 2011 году приняла участие в шоу «Фабрика звёзд. Возвращение».
В 2013 приняла участие во втором сезоне шоу «Один в один!» канала «Россия-1». Спустя три года, в 2016 году, участвовала в 4-м сезоне того же шоу («Битва сезонов»), примерив образы Эминема, Мари Фредрикссон («Roxette»), Бьянки, Валерии и Валерия Меладзе.
Весной 2018 года стала ведущей «Русского чарта» на канале «ТНТ Music».
В 2021 году — участник шоу «Маска» на канале НТВ. Финалистка второго сезона шоу «Маска». Заняла третье место, выступая в костюме Змеи. Позже стала участницей проекта «Шоумаскгоон».
Осенью 2023 года стала участницей реалити-шоу Павла Воли и Ляйсан Утяшевой «Выжить в Самарканде», которое вышло на канале ТНТ в январе 2024 года.

### «Инь-Ян»
Паршута покинула проект «Фабрика звёзд-7» по результатам голосования на 10-м отчётном концерте, но вскоре приняла предложение войти в состав группы «Инь-Ян» и вернулась в полуфинале, где состоялось первое выступление группы, в которой впоследствии выступала до конца августа 2011 года. После ухода из коллектива Паршута начала сольную карьеру.

### Сольная карьера
В 2011—2012 годах училась и работала в Нью-Йорке, где проходила запись её премьерного сольного альбома. В этот период представила первую авторскую сольную песню «Здравствуй», затем вышли песни «Ты мой пароль» и «На облаках».
В 2012 году в России представила свой первый сингл «This Is My Song». Премьера одноимённого клипа состоялась на интернет-канале Vevo — стала первой русскоязычной исполнительницей, поющей на английском языке, которая начала сотрудничество с данной платформой. Режиссёром выступили сама и латвийский режиссёр Микс Озолиньш. В 2012 году также состоялся релиз трека «Камень с души».
В августе 2013 года песня попала в ротацию на радио «Европа Плюс», в это же время Паршута заключила контракт с Sony Music Entertainment и записала «Гимн лучших подружек» для проекта Lego Friends компании Lego.
В 2014 году выпустила песню «Ангел, севший мне на плечи», который был приурочен к Олимпиаде-2014 в Сочи, а также сингл «Cut Me Open» и клип на него. В этом же году стала ведущей «Big Love Show». Приняла участие в акции «Проводники добра» и фестивале «Безграничные возможности».
В 2015 году выпустила песню «В тишине громких слов» на фестивале «Рождество на Роза Хутор в Сочи», слова для которой на музыку песни It Must Have Been Love Roxette Паршута написала самостоятельно.
В 2016 году выпустила синглы «Невпопад», «Лабиринты», «Месяц май», «Асталависта». Завершила работу с лейблом Sony Music Entertainment Russia.
7 апреля 2017 года вышел дебютный альбом «Навсегда» и одноимённый клип. «Месяц май» — трек, автором которого стал отец Паршуты, Василий Константинович Паршута, — стал победителем конкурса «Бессмертный полк». Запустила проект «Месяц май». Выпустила клип и две песни в дуэте с Марком Тишманом — «Невыносимая» и «Больно, но красиво», а также сингл с Yan Space «Солдаты», сольные треки «Саундтрек этого лета», «Северное сияние» и клип на песню «Почему дождь». Запустила блог на YouTube.
23 апреля 2018 года запустила собственную линию модной одежды Parshootastore. Вышли клипы на трек «Всё в порядке» и на ремикс сингла «Северное сияние». В ноябре выпустила второй альбом — «Всё в порядке».
В марте 2019 года провела первый сольный концерт в Москве в клубе «16 тонн». Вышли сингл «Амели» и ремикс на него, а также клип на песню «Останешься».
21 июля 2019 года представила новый альбом [2:02] в стиле R&B и соул. 5 сентября того же года представила клип на сингл «Амели», режиссёром которого стал Валентин Гросу.
2 апреля 2020 года выпустила песню «Лучше», которую написала сама, а следом, 9 апреля представила клип на новый сингл, снятый в Италии до того, как в стране разгорелась пандемия коронавируса и были закрыты границы. 4 июня этого же года выпустила новый трек «Слушать».
22 октября представила новый сингл «Поговорить». 17 ноября выпустила официальное видео на эту композицию, главную роль в котором сыграл актёр Гоголь-центра Артём Немов.
В январе 2023 года с Дарьей Чарушей записала сингл «Благовест», ставшим саундтреком к сериалу «Фандорин. Азазель».

### Актёрская деятельность
В 2013 году поступила в школу драмы Германа Сидакова. В 2013—2014 годах приняла участие в съёмках нескольких кинокартин: «Тайна четырёх принцесс», «Красотки», «Полцарства за любовь», «Взгляд из вечности».
В 2015 году снялась в комедии «Бармен», исполнив одну из главных ролей. К фильму была выпущена песня «Most Wanted» и снят клип. В это же время исполнила роль Ники во втором сезоне телесериала «Семейный бизнес» на канале СТС.
В 2016 году получила номинацию в премии «Актриса года» Unique Pleasure Awards 2016 за роль в фильме «Бармен».
В 2019 году исполнила роль в фильме «Текст».
В 2020 году исполнила роль телеведущей в фильме «Глубже!».
В 2021 году исполнила роль ведущей новостей Анны Теребкиной в фильме «Майор Гром: Чумной Доктор». Повторила эту роль в сиквеле, который вышел в 2024 году.

### Личная жизнь
7 сентября 2018 года отпраздновала помолвку со своим избранником, бизнесменом по имени Александр и  официально вышла за него замуж. В конце 2019 года пара рассталась.

### Концертный коллектив
- Юлия Паршута — вокал, музыка, идея, слова, скрипка.
- Сергей Полянский — соло-гитара, акустическая гитара, электрогитара.
- Никита Болдырев — бас-гитара, mini moog, компьютер.
- Дмитрий Ерошин — электрическая перкуссия, ударные.
- Анна Носачева — клавишные инструменты, бэк-вокал, музыка, вокал.
- Андрей Демиденко — перкуссия, флейта, бансури, барабан.

## Дискография

### Альбомы
В составе группы «Инь-Ян»
- «Дебютный альбом» (2011).

Сольная дискография
- «Навсегда» (2017, EP);
- «Всё в порядке» (9 ноября 2018, альбом);
- «[2:02]» (20 июня 2019, альбом).

### Песни
Позиции песен Юлии Паршуты в Tophit:
| Год  | Название                          | Наивысшая позиция в чарте TopHit 100 | Всего недель в чарте TopHit 100 |
| ---- | --------------------------------- | ------------------------------------ | ------------------------------- |
| 2007 | «Тая» (сборник «Фабрика звёзд 7») | 168                                  | —                               |
| 2011 | «Здравствуй»                      | —                                    | —                               |
| 2012 | «Ты — мой пароль»                 | —                                    | —                               |
| 2012 | «This is My Song»                 | 204                                  | —                               |
| 2012 | «Камень с души»                   | 297                                  | —                               |
| 2013 | «Жизнь в реальности»              | —                                    | —                               |
| 2014 | «Ангел, севший мне на плечи»      | 202                                  | —                               |
| 2014 | «Cut Me Open»                     | 42                                   | 19                              |
| 2015 | «В тишине громких слов»           | 195                                  | —                               |
| 2015 | «Learning to Survive»             | 286                                  | —                               |
| 2015 | «Most Wanted»                     | 208                                  | —                               |
| 2015 | «Эх, лук-лучок»                   | 7                                    | 19                              |
| 2016 | «Невпопад»                        | 218                                  | —                               |
| 2016 | «Месяц май»                       | 295                                  | —                               |
| 2016 | «Асталависта»                     | 45                                   | 13                              |
| 2017 | «Невыносимая»                     | —                                    | —                               |
| 2017 | «Солдаты»                         | —                                    | —                               |
| 2017 | «Навсегда»                        | 73                                   | 8                               |
| 2017 | «Саундтрек этого лета»            | 40                                   | 5                               |
| 2017 | «Больно, но красиво»              | 40                                   | 7                               |
| 2017 | «Северное сияние»                 | 36                                   | 4                               |
| 2019 | «Амели»                           | —                                    | —                               |
| 2020 | «Лучше»                           | —                                    | —                               |
| 2020 | «Слушать»                         | —                                    | —                               |
| 2020 | «Поговорить»                      | —                                    | —                               |
| 2021 | «Можно»                           | —                                    | —                               |
| 2021 | «Маски»                           | —                                    | —                               |
| 2021 | «Ностальжи»                       | —                                    | —                               |
| 2021 | «Лётчица»                         | —                                    | —                               |
| 2022 | «Спасайся»                        | —                                    | —                               |
| 2022 | «Маяковский»                      | —                                    | —                               |
| 2022 | «Девочка Дыши»                    | —                                    | —                               |
| 2023 | «Голые глаза»                     | —                                    | —                               |
| 2023 | «Летит»                           | —                                    | —                               |
| 2024 | «Отпускай»                        | —                                    | —                               |
| 2024 | «Кришна»                          | —                                    | —                               |
| 2024 | «Камикадзе»                       | —                                    | —                               |
| 2025 | «Птица»                           | —                                    | —                               |
| 2025 | «Ода»                             | —                                    | —                               |

### Видеоклипы
| Год  | Клип                                 | Режиссёр                     |
| ---- | ------------------------------------ | ---------------------------- |
| 2012 | «This is My Song»                    | Юлия Паршута, Микс Озолиньш  |
| 2013 | «Жизнь в реальности» (feat. PashaPG) | неизвестно                   |
| 2014 | «Cut Me Open»                        | Константин Черепков          |
| 2015 | «Most Wanted»                        | Олеся Кустова                |
| 2016 | «Асталависта»                        | Алан Бадоев                  |
| 2017 | «Навсегда»                           | Алан Бадоев                  |
| 2017 | «Невыносимая» (feat. Марк Тишман)    | Артём Голубев                |
| 2017 | «Почему дождь»                       | Михаил Самылов               |
| 2017 | «Месяц май»                          | Юлия Мельникова              |
| 2018 | «Всё в порядке»                      | Валентин Гросу               |
| 2018 | «Северное сияние (Remix)»            | Валентин Гросу               |
| 2019 | «Останешься»                         | Алан Бадоев                  |
| 2019 | «Амели»                              | Валентин Гросу               |
| 2019 | «ДВОЕ»                               | Юлия Паршута, Ксения Мамаева |
| 2020 | «Лучше»                              | Юлия Паршута, Марина Адамова |
| 2020 | «Поговорить»                         | Марина Адамова               |
| 2021 | «Маски»                              | Валентин Гросу               |
| 2022 | «Спасайся»                           | Bakaro Video Production      |
| 2022 | «Маяковский» (feat. Марк Тишман)     | Сёстры Набока                |
| 2022 | «Вместе Live» (feat. Марк Тишман)    | Bakaro Video Production      |
| 2023 | «Голые глаза»                        | Таша Алакоз                  |
| 2023 | «Летит»                              | Таша Алакоз                  |
| 2024 | «Отпускай»                           | Таша Алакоз                  |
| 2024 | «Кришна»                             | Таша Алакоз                  |

## Телевизионные проекты
- «Фабрика звёзд-7» (телевизионный проект, 2007) — участие;
- «Даёшь молодёжь!» (телевизионное скетч-шоу, 2009—2014) — роль Евы;
- «Big Love Show 2014» (телепрограмма, 2014) — соведущая;
- «Один в один!» (второй сезон, телепрограмма, 2014) — участница;
- «Империя иллюзий: Братья Сафроновы» (телевизионное шоу, 2015) — участие;
- «Один в один!» (четвёртый сезон, телепрограмма, 2016) — участница;
- «Русский Чарт» ТНТ Music (музыкальный чарт, 2018) — ведущая;
- «Маска» (второй сезон, телевизионное шоу, 2021) — финалистка (выступала в маске Змеи, заняла 3 место);
- «ШоуМаскГоОн» (телевизионное шоу, 2021) — участница.
- «Выжить в Самарканде» (телевизионное шоу, 2024) — участница.
- «Лига Городов» (05.04.2024) — помощь команде из Бурятии.

## Фильмография
| Год       |   | Название                                   | Роль                                |
| --------- | - | ------------------------------------------ | ----------------------------------- |
| 2009—2014 | с | Даёшь молодёжь!                            | Ева                                 |
| 2014      | с | Красотки                                   | Юля, секретарша Виктора Николаевича |
| 2014      | ф | Тайна четырёх принцесс (музыкальный фильм) | Гретель                             |
| 2014      | ф | Полцарства за любовь                       | Кристина                            |
| 2014      | ф | Спираль                                    | Света                               |
| 2014      | с | Взгляд из вечности                         | Аэлла                               |
| 2015      | ф | Бармен                                     | Юлия                                |
| 2015      | с | Семейный бизнес                            | Ника                                |
| 2021      | ф | Майор Гром: Чумной Доктор                  | Анна Теребкина, ведущая новостей    |
| 2024      | ф | Майор Гром: Игра                           | Анна Теребкина, ведущая новостей    |

## Награды
- 2016 — премия «Unique Pleasure Awards 2016» в номинации «Актриса года» за роль в фильме «Бармен»;
- 2017 — победа в Международном музыкальном песенном конкурсе «Бессмертный полк» за песню «Месяц май»;
- 2017 — номинантка Премии RU.TV в номинации «Лучший клип, снятый за рубежом (Видео на выезде)» за клип «Асталависта»;
- 2018 — премия «ЖАРА Music Awards» в номинации «Самая стильная».